# Черепашки-ниндзя (фильм, 1990)
«Черепашки-ниндзя» (англ. Teenage Mutant Ninja Turtles) — американский супергеройский комедийный боевик 1990 года и первая экранизация комиксов Кевина Истмена и Питера Лэрда об одноимённых персонажах, снятая режиссёром Стивом Бэрроном по сценарию Тодда В. Лэнгена и Бобби Хербека. Джудит Хоаг и Элиас Котеас сыграли репортёра Эйприл О’Нил и линчевателя Кейси Джонса, а Брайан Тоти, Робби Рист, Кори Фельдман и Джош Пэйс озвучили главных героев — четырёх мутировавших черепах Леонардо, Микеланджело, Донателло и Рафаэля. По сюжету, Черепашки-ниндзя отправляются на спасение их учителя боевых искусств — мутировавшей крысы Сплинтера —, находящегося в плену у лидера преступного клана ниндзя Фут Шреддера.
Хотя фильм по большей части адаптирует ранние комиксы Teenage Mutant Ninja Turtles от издательства Mirage Studios, в нём присутствуют элементы из мультсериала 1987, который в то время активно транслировался по телевидению. Костюмы черепах разработали сотрудники компании «Jim Henson’s Creature Shop»; это была одна из последних работ её основателя Джима Хенсона, который скончался вскоре после премьеры фильма. Съёмки картины проходили в 1989 году в Северной Каролине и Нью-Йорке.
Премьера «Черепашек-ниндзя» состоялась 30 марта 1990 года в кинотеатрах США; за дистрибуцию фильма отвечала компания New Line Cinema. Несмотря на смешанные отзывы критиков, картина заработала $ 202 млн при производственном бюджете в размере $ 13,5 млн; на тот момент это было самое кассовое независимое кино, которое заняло 9-е место среди самых кассовых фильмов 1990 года. В последующие годы вышло несколько продолжений: художественные фильмы «Черепашки-ниндзя II: Тайна изумрудного зелья» (1991) и «Черепашки-ниндзя III» (1993) и анимационный фильм «Черепашки-ниндзя» (2007).

## Сюжет
Сотрудник «Третьего новостного канала» Эйприл О’Нил ведёт репортаж о волне преступности, распространившейся по всему Нью-Йорку. В ту же ночь на неё нападают грабители, однако девушку спасают таинственные городские линчеватели; ими оказываются четыре мутировавшие антропоморфные черепахи — Леонардо, Микеланджело, Донателло и Рафаэль —, владеющие навыками ниндзюцу. После спасения Эйприл они возвращаются в своё логово, расположенное в канализации, где также обитает их приёмный отец и учитель боевых искусств — мутировавшая крыса по имени Сплинтер. Вскоре после этого Рафаэль выходит на поверхность и сталкивается с другим линчевателем по имени Кейси Джонс, с которым у него возникает конфликт; последний, тем не менее, сбегает.
Во время своего журналистского расследования Эйприл выходит на след преступного клана ниндзя Фут; узнав об этом, лидер клана, известный как Шреддер, поручает своим приспешникам устранить репортёра, после чего те нападают на Эйприл в метро. Их побеждает оказавшийся неподалёку Рафаэль, который затем относит потерявшую сознание Эйприл в логово черепах, не подозревая, что его преследует один из членов клана Фут. Как только Эйприл приходит в себя, Сплинтер раскрывает ей подробности их с черепашками происхождения: когда-то они были обычными животными, которые попали в канализацию, где рядом с ними разбилась канистра с химическим веществом, превратившим их в разумных антропоморфных существ; Сплинтер обучил своих приёмных сыновей ниндзюцу, чтобы они могли постоять за себя. Пока черепашки провожают Эйприл до её дома, в их логово проникают ниндзя из клана Фут и похищают Сплинтера. Обнаружив дом в разрушенном состоянии и не найдя никаких следов учителя, черепашки возвращаются в квартиру Эйприл. На следующее утро к Эйприл приходит её начальник Чарльз Пеннингтон вместе со своим сыном Дэнни; последний мельком замечает черепах, а затем убегает из-за возникшего с отцом конфликта. На базе клана Шреддер информирует своих последователей об угрозе в лице черепах, после чего Дэнни выдаёт их местоположение.
Рафаэль оспаривает лидерство Леонардо и, поссорившись с братом, уходит на крышу. Вскоре его окружают ниндзя Фут; они побеждают Рафаэля из-за численного превосходства и бросают его бессознательное тело в дом Эйприл. Во время развернувшегося сражения между черепашками и Фут в квартире происходит пожар. Мутанты и Эйприл отступают при поддержке оказавшегося неподалёку Кейси. Дэнни раскаивается в своём поступке и просит прощения у находящегося в заключении Сплинтера и принимает решение уйти из клана. Черепахи и их союзники уезжают на заброшенную ферму, принадлежащую семье Эйприл; Рафаэль идёт на поправку, а Эйприл и Кейси постепенно влюбляются друг в друга. Сплинтер связывается со всеми черепашками через астральную проекцию. Выслушав наставление учителя, черепахи решают вернуться в Нью-Йорк.
Черепахи возвращаются в своё логово и находят там Дэнни. Затем тот проникает в убежище клана Фут и навещает Сплинтера. Тот рассказывает юноше о своей прошлой жизни в качестве питомца человека по имени Хамато Ёси, у которого он обучился боевым искусствам. Ниндзя из клана Ёси по имени Ороку Саки соперничал с Хамато за любовь женщины по имени Тэн Шэн, которая сделала выбор в пользу Ёси и переехала с ним в Нью-Йорк, чтобы избежать конфликта с Саки. Тем не менее, Саки, в конечном итоге, выследил их и убил. Подслушав разговор Дэнни и Сплинтера, Шреддер приходит к выводу, что черепахи вернулись в город, и приказывает убить их учителя. Подоспевший Кейси и Дэнни освобождают Сплинтера и побеждают правую руку Шреддера Тацу, а затем убеждают новобранцев из клана Фут в том, что Шреддер использует их.
Черепахи проникают в логово Шреддера и сражаются с сохранившими ему верность подчинёнными. Вскоре в бой вмешивается сам Шреддер, который без труда побеждает всех четырёх мутантов. Когда Шреддер готовится заколоть Леонардо, появляется Сплинтер, раскрывающий истинную личность лидера клана Фут — Ороку Саки; тот, в свою очередь, узнаёт в Сплинтере домашнюю крысу Ёси. Затем Шреддер бросается на Сплинтера, выставив перед собой копьё, однако Сплинтер перехватывает оружие нунчаками Микеланджело и перебрасывает противника через себя. Шреддер цепляется за крышу здания и пытается атаковать Сплинтера кинжалом, но тот перехватывает снаряд и отпускает нунчаки, в результате чего Шреддер падает в мусоровоз, а Кейси активирует уплотнитель грузовика, чтобы раздавить его. Вместе с полицейскими, которые арестовывают членов клана Фут, прибывают сотрудники «Третьего канала» и Дэнни примиряется со своим отцом. Эйприл и Кейси целуются, а черепахи и Сплинтер начинают праздновать победу.

## В ролях

### Актёры
- Джудит Хоаг — Эйприл О’Нил, репортёр «Третьего новостного канала».
- Элиас Котеас — Кейси Джонс, линчеватель и бывший хоккеист, который становится союзником черепах и влюбляется в Эйприл.
- Джей Паттерсон — Чарльз Пеннингтон, босс Эйприл.
- Майкл Терни — Дэнни Пеннингтон, сын Чарльза и новобранец в клане Фут.
- Рэймонд Серра — Стернс, начальник полицейского управления Нью-Йорка.
- Джеймс Сайто — Ороку Саки / Шреддер, лидер преступного клана ниндзя Фут и главный антагонист фильма.
- Тосисиро Обата — мастер Тацу, правая рука Шреддера
- Сэм Рокуэлл — лидер уличных бандитов.

Скит Ульрих и Скотт Вольф сыграли неназванных членов клана Фут. Сосоздатель Черепашек-ниндзя Кевин Истман появился в сюжете в эпизодической роли мусорщика; по словам Истмена, изначально у него была более значимая роль, однако, в конечном итоге, он остался фоновым персонажем. Другой автор франшизы Питер Лэрд отказался сняться в фильме, так как ему не нравился формат камео.

### Актёры озвучивания
- Брайан Тоти — Леонардо, лидер Черепашек-ниндзя.
- Джош Пэйс — Рафаэль, сильная и агрессивная Черепашка-ниндзя[7].
- Кори Фельдман — Донателло, умная Черепашка-ниндзя[7].
- Робби Рист — Микеланджело, юная и весёлая Черепашка-ниндзя.
- Кевин Клэш — Сплинтер, учитель и приёмный отец черепашек.
- Дэвид МакЧарен — Ороку Саки / Шреддер.
- Майкл МакКоннохи — мастер Тацу.

### Кукловоды
- Дэвид Форман — Леонардо (исполнитель роли в костюме)
  - Мартин П. Робинсон — Леонардо (помощник кукловода)
- Лейф Тилден — Донателло (исполнитель роли в костюме)
  - Дэвид Рудман — Донателло (помощник кукловода)
  - Эрни Рейес-младший — Донателло (дублёр в боевых сценах)
  - Реджи Барнс — Донателло (дублёр, катающийся на скейтборде)
- Джош Пэйс — Рафаэль (исполнитель роли в костюме)
  - Дэвид Гринуэй — Рафаэль (помощник кукловода)
  - Кенн Трум — Рафаэль (дублёр в боевых сценах)
- Микелан Систи — Микеланджело (исполнитель роли в костюме)
  - Мак Уилсон — Микеланджело (помощник кукловода)
- Кевин Клэш — Сплинтер (исполнитель роли в костюме)
  - Рики Бойд — Сплинтер (помощник кукловода)
  - Роберт Тайгнер — Сплинтер (помощник кукловода)

Все четверо актёров, которые сыграли черепах в костюмах, лично появились в фильме в качестве камео: Дэвид Форман — члена банды, Микелан Систи — доставщика пиццы, Лейф Тилден — посланника клана Фут, Джош Пэйс — пассажира такси.

## Производство
Создатели фильма вдохновлялись комиксами Teenage Mutant Ninja Turtles от издательства Mirage Studios; в основу фильма легли выпуски о происхождении черепах, битве на крыше, пребывании героев на ферме и их сражении со Шреддером. Кроме того, они позаимствовали некоторые элементы из мультсериала 1987 года, в частности: разноцветные повязки черепах, любовь главных героев к пицце, а также образ Эйприл О’Нил как репортёра.
Бюджет «Черепашек-ниндзя» составил $ 13,5 млн. Хотя большая часть съёмок проходила в Северной Каролине, летом 1989 года создатели фильма посетили Нью-Йорк, чтобы запечатлеть тамошние достопримечательности, такие как Всемирный торговый центр, Таймс-сквер, Эмпайр-стейт-билдинг и река Гудзон. На киностудии Северной Каролины были построены декорации крыш Нью-Йорка. Художник-постановщик Рой Фордж Смит и арт-директор Гэри Висснер отправились в Нью-Йорк за четыре месяца до начала съёмок, чтобы сфотографировать крыши домов и другие городские виды. Там же они исследовали заброшенную линию бруклинского метро, так как им не удалось получить доступ к городской канализации; при этом метро и канализация обладали схожей структурой. Также Смит и Висснер осмотрели водный туннель, через который проходили большие трубы.
Строительная бригада приступила к возведению декораций после того, как художники подготовили скетчи. Тяжелее всего создателям далась сцена с ведущим к логову черепах люком, так как им потребовалось вырыть под ним комнату площадью восемь футов; на глубине пяти футов обнаружилась вода, поэтому бригаде пришлось залить бетоном подземные помещения. Также специалисты возвели стены из кирпича, штукатурки и штукатурной краски, чтобы канализация выглядела более аутентично.
Костюмы черепах создавали сотрудники «Jim Henson’s Creature Shop». По словам руководителя и основателя компании Джима Хенсона, это были одни из лучших костюмов, с которыми ему приходилось работать. Сначала их изготавливали из стекловолокон, а затем перелепили из глины. Они были созданы из вспененного латекса в виде форм для отливки всего тела. На выполнение этого заказа потребовалось 18 недель.
Аниматоры оснастили костюмы черепах современной аниматроникой, которая делала лица персонажей более выразительными. Внутри масок они поместили дополнительные аниматронные рты, глаза и брови; за их движения отвечали работавшие на компьютерах техники. Имевшееся в распоряжении съёмочной группы оборудование позволяло кодифицировать эмоции, такие как гнев или печаль, и программировать их на клавиши джойстика. Техники носили специальные шлемы с камерами, которые захватывали движения их губ во время произношения фраз и переводили данные на встроенные в маски механические губы.
Многие крупные студии, такие как Walt Disney Pictures, Columbia Pictures, Universal Pictures, MGM/UA, Orion Pictures, 20th Century Fox, Paramount и Warner Bros. отказались заниматься дистрибуцией «Черепашек-ниндзя», так как, несмотря на популярность мультсериала и линейки игрушек по его мотивам, они опасались кассового провала, как в случае с «Властелинами Вселенной» двумя годами ранее. Дистрибутером картины стала на тот момент небольшая независимая продюсерская компания New Line Cinema, которая до этого выпускала малобюджетные фильмы категории B и артхаусное кино.
По словам Брайана Хенсона, Бэррон практически не участвовал в пост-продакшне. Представителям продюсерской компании Golden Harvest не понравился результат работы монтажёра Салли Менке, поэтому они отказались от её услуг.

## Релиз
Из британской версии фильма были вырезаны все сцены с нунчаками Микеланджело, что особенно отразилось на финальном сражении Черепашек-ниндзя и Шреддера. Кроме того, в песне «Turtle Power!» слово «ниндзя» было заменено на «герои». В 2004 году в Великобритании состоялся DVD-релиз версии фильма без цензуры.

### Маркетинг
4 октября 1990 года Live Entertainment Inc. выпустила «Черепашек-ниндзя» на VHS-носителях; средняя цена одной копии составляла $ 24,99. Хотя Golden Harvest заключила рекламный контракт с Pizza Hut, в фильме была показана продукция её конкурента — Domino’s Pizza. В 1990 году фильм активно рекламировался в печатных изданиях, на радио и телевидении.

### Домашние издания
В 1990 году VHS-издание «Черепашек-ниндзя» заняло 4-е место среди самых прибыльных домашних релизов. В США и Канаде фильи вышел на DVD и Mini-DVD 3 сентября 2002 года. 11 августа 2009 года, к 25-летию франшизы было выпущено ограниченное Blu-ray-издание, содержащее три художественных фильма и один мультфильм о Черепашках-ниндзя. 12 марта 2010 года в Германии вышло специальное издание с различными бонусными материалами, включая аудиокомментарии режиссёра Стива Бэррона, альтернативный финал фильма и переработанные сцены из оригинального немецкого релиза, в которых были вырезаны нунчаки Микеланджело. В июне 2012 года Warner Home Video выпустила фильм вместе с «Тайной изумрудного зелья» и «Черепашками-ниндзя III» на Blu-ray; отдельный Blu-ray-релиз фильма состоялся 18 декабря. 28 октября 2013 года в Великобритании Medium Rare выпустила все три фильма на трёх DVD-дисках. 19 сентября 2023 года фильм появился на стриминговом сервисе Paramount+.

## Восприятие

### Кассовые сборы
Премьера «Черепашек-ниндзя» в США состоялась 30 марта 1990 года; за первые выходные он заработал более $ 25 млн, став самым кассовым независимым фильмом того времени. На момент 1990 года у него были крупнейшие сборы за первую неделю проката — $ 32 млн — после картины «Бэтмен» (1989).
В США сборы фильма превысили $ 135 млн; за пределами внутреннего рынка он заработал дополнительные $ 66 млн, в результате чего, при производственном бюджете в $ 13,5 млн суммарные сборы «Черепашек-ниндзя» составили $ 202 084 756. Таким образом, картина занимает 9-е место в списке самых прибыльных фильмом 1990 года.

### Критика
На агрегаторе рецензий Rotten Tomatoes рейтинг свежести фильма составляет 42% со средней оценкой 5,1 из 10 на основе 55 рецензий. Консенсус сайта гласит: «„Черепашки-ниндзя“ оправдывают свою рекламу: [там есть] шутки, драки и повсеместная глупость. Он нравится детям, а остальных — раздражает». Metacritic, который выставляет оценки на основе среднего арифметического взвешенного, дал картине 51 балл из 100 на основе 21 обзора, что указывает на «смешанный приём».
Роджер Эберт оценил фильм на 2,5 звезды из 4 и пришёл к выводу, что тот «получился не таким плохим, каким мог бы, и, скорее всего, он представляет из себя лучший из всех возможных фильмов о Черепашках-ниндзя. Другими словами, он даёт ни больше и ни меньше того, чего от него ожидают фанаты черепах». Эберт положительно высказался об общем сеттинге, который он охарактеризовал, как «бюджетную версию „Бэтмена“ или „Метрополиса“ (1927)».. К числу сильных сторон картины Variety отнесла юмор и «забавные причудливые» боевые сцены; в то же время рецензент издания раскритиковал визуальную составляющую и «местами провисающий сюжет». Джанет Мэслин из The New York Times сетовала на слабую постановку в фильме, отметив, что «черепаха в красной маске практически не отличается от черепахи в оранжевой маске». Рецензент The Monthly Film Bulletin Ким Ньюман сравнил персонажей из «Черепашек-ниндзя» с героями фильмов о Годзилле 1970-х годов и описал черепашек как «милых монстров в мешковатых костюмах из поролона», которые «подружились со сбившимися с пути детьми и начали крушить всё вокруг, при этом, каким-то образом, не причинив никому вреда».
В своих рецензиях Variety, New York Times и Monthly Film Bulletin акцентировали внимание на злодеях азиатского происхождения; в то время как Variety заявил, что «фильм портят отголоски расисзма в отношении восточных злодеев», Мэслин резюмировала: «злодеи в этой истории — азиаты, и фильм в полной мере использует это в контексте жёлтой опасности». Ньюман отметил расистскую шутку Эйприл, адресованную ниндзя клана Фут: «В чём дело, я просрочила платёж Sony?», которую он интерпретировал, как «насмешку над экономикой Японии», несмотря на то, что фильм «эксплуатирует японскую поп-культуру». По мнению Эберта, в фильме «не было расизма».
Ллойд Брэдли из Empire дал фильму четыре звезды из пяти, описав его как «яркое, незамысловатое, очень забавное и захватывающее приключение, снятое таким образом, что удовольствие от просмотра получит вся семья». В рецензии для Entertainment Weekly Оуэн Глейберман поставил «Черепашкам-ниндзя» оценку F, отметив, что ни одна из черепах и Сплинтер не обладают индивидуальностью; тем не менее, по мнению рецензента фильм может понравиться юной аудитории.
Entertainment Weekly и The New York Times высоко оценили работу сотрудников «Jim Henson’s Creature Shop»; Мэслин даже заявила, что «без этих костюмов не было бы никакого фильма».
Один из создателей Черепашек-ниндзя Питер Лэрд похвалил картину в документальном фильме «Сила черепашек» 2014 года: «Я не могу сказать, что мне хотелось чего-то поменять в фильме, чтобы сделать его лучше». В 2022 году другой автор франшизы Кевин Истмен заявил, что этот фильм навсегда останется лучшей экранизацией комиксов о Черепашках-ниндзя.

### Награды и номинации
| Год  | Награда              | Категория                                                | Номинант(ы)                                                         | Результат | Источник      |
| ---- | -------------------- | -------------------------------------------------------- | ------------------------------------------------------------------- | --------- | ------------- |
| 1991 | Сатурн               | Лучший фэнтези-фильм                                     | «Черепашки-ниндзя»                                                  | Номинация | [ 33 ] [ 34 ] |
| 1991 | Сатурн               | Лучшие костюмы                                           | Алонзо Уилсон, Леся Либер, Ксения Бейт, Фиона Казали, Мэриан Китинг | Номинация | [ 33 ] [ 34 ] |
| 1991 | BMI Film Music Award | Лучшая музыка к фильму                                   | Джон Дю Пре                                                         | Победа    | [ 33 ] [ 34 ] |
| 1991 | Kids’ Choice Awards  | Любимые персонажи-животные                               | Черепашки-ниндзя                                                    | Победа    | [ 33 ] [ 34 ] |
| 1991 | Молодой актёр        | Самый интересный семейный молодёжный фильм в жанре драма | «Черепашки-ниндзя»                                                  | Номинация | [ 33 ] [ 34 ] |
| 1991 | Yoga Awards          | Худший иностранный фильм                                 | Стив Бэррон                                                         | Победа    | [ 33 ] [ 34 ] |

## Продолжения
В последующие годы вышло несколько продолжений картины: художественные фильмы «Черепашки-ниндзя II: Тайна изумрудного зелья» (1991) и «Черепашки-ниндзя III» (1993) и анимационный фильм «Черепашки-ниндзя» (2007).